# Glacières de l'alimentation
Les Glacières de l'alimentation est une société créée en 1903 par Arthur Millon.

## Histoire
Avant cette date, le commerce de glace à Paris était sous le coup d'un monopole de fait. La qualité des produits, la régularité dans les livraisons, les prix de vente se ressentaient naturellement de l'absence de concurrence. Les consommateurs de glace, tout le monde à Paris en l'espèce souffrait de cet état de chose qu'à plusieurs reprises personne n'avait pu changer.
La production passe ainsi rapidement de 24 tonnes par jour à 290 tonnes en 1912.
La société fonde également une filiale, les Frigorifiques de l'Alimentation, qui reprend un frigorifique installé sous la Bourse de commerce de Paris depuis 1901. La société utilise les dernières innovations en matière de froid, à tel point que son installation devient un modèle du genre, que toutes les personnes qui s'intéressent à ce genre d'industrie, viennent visiter et qui rend les plus grands services aux commerçants de l'alimentation, et par suite à la population parisienne qui profite des progrès faits pour l'approvisionnement en glace. Un établissement de ce genre manquait à Paris, qui s'était laissé devancer dans cette industrie par plusieurs villes étrangères.
Au décès d'Arthur Millon, la société sera reprise par son gendre, René Kieffer (1880-1945).
En 1939, le 2 février, à l'inauguration du Salon des arts ménagers, le Président de la République Albert Lebrun a tenu à féliciter personnellement M. René Kieffer, président du conseil d'administration, dont les appareils modernes Glacex font honneur à l'industrie française.
Les Glacières de l'Alimentation sont alors basées 112 à 122 avenue Félix-Faure à Paris 15e.